# Kengo Kawamata
Kengo Kawamata (川又 堅碁, Kawamata Kengo, Saijo, 14 oktober 1989) is een Japans voetballer die als aanvaller speelt.

## Clubcarrière
Kengo Kawamata begon zijn carrière bij Ehime FC in 2006. Kengo Kawamata speelde tussen 2006 en 2015 voor Ehime FC, Albirex Niigata, Fagiano Okayama en Nagoya Grampus. In 2016 tekende Kengo Kawamata een contract bij Júbilo Iwata.

## Japans voetbalelftal
Kengo Kawamata maakte op 27 maart 2015 zijn debuut in het Japans voetbalelftal tijdens een vriendschappelijke wedstrijd tegen Tunesië.

## Statistieken
| Japans voetbalelftal | Japans voetbalelftal | Japans voetbalelftal |
| Jaar                 | Wed.                 | Dlp.                 |
| -------------------- | -------------------- | -------------------- |
| 2015                 | 5                    | 1                    |
| 2016                 | 0                    | 0                    |
| 2017                 | 3                    | 0                    |
| 2018                 | 1                    | 0                    |
| Totaal               | 9                    | 1                    |